# N257 (België)
De N257 is een gewestweg die de A4/E411 in Bierges met de N4 in Waver verbindt. De route heeft een lengte van ongeveer 4 kilometer.De weg bevindt zich geheel in de provincie Waals-Brabant en bevat 2x2 rijstroken tussen de A4 en de N4, na de N4 bestaat de weg uit twee rijstroken voor beide rijrichtingen samen, waarvan deels gescheiden.